# Norwegian Air Argentina
Norwegian Air Argentina – argentyńskie linie lotnicze z siedzibą w Buenos Aires będąca oddziałem Norwegian Air Shuttle. Założona w styczniu 2017 r. Operuje Boeing 737-800 z bazami w Buenos Aires i Córdoba. Wszystkie statki powietrzne są zarejestrowane w Argentynie.